# Đèo Nàng Tiên
Đèo Nàng Tiên là đèo trên đường liên xã ở xã Long Đống huyện Bắc Sơn tỉnh Lạng Sơn, Việt Nam .
Đỉnh đèo có độ cao cỡ 545 m. Đèo nằm ở vùng giáp ranh Bản Thí, Bản Đăng và làng Minh Quang xã Long Đống trên đường liên xã. Đường này nối từ ngã ba Nam Lô 21°55′00″B 106°19′56″Đ / 21,916749°B 106,332289°Đ trên quốc lộ 1B, là trung tâm hành chính xã Long Đống, tới trung tâm hành chính xã Mông Ân, huyện Bình Gia .
Đường đèo đã được đổ beton .
Gần với đèo Nàng Tiên còn có đèo Tam Canh trên quốc lộ 1B, và các đèo Kéo Ngòa, đèo Khau Kheo trên đường địa phương, cách nhau chưa tới 4 km.